# Ellsworth Air Force Base

i7
i11
i13
Die Ellsworth Air Force Base (IATA-Code: RCA, ICAO-Code: KRCA, FAA-LID: RCA) ist eine Luftwaffenbasis der US Air Force in South Dakota ca. 11 km östlich von Rapid City im Bezirk Meade County. Sie hat eine Fläche von 4,9 km². Verantwortlich für den Betrieb in Ellsworth ist das mit Rockwell B-1B Lancer ausgestattete 28th Bomb Wing (28th BW), welches zur Eighth Air Force und somit zum Air Force Global Strike Command gehört.
Die Basis kontrolliert den gesamten Luftverkehr im Umkreis von 64 km um die Basis, darunter fällt auch der kommerzielle Luftverkehr des Flughafens in Rapid City. In der Nähe der Haupteinfahrt befindet sich das South Dakota Air and Space Museum.

## Geschichte
Eröffnet wurde die Basis als Rapid City Army Air Base im September 1942 als Trainingsstützpunkt für Bomber des Typs Boeing B-17 „Flying Fortress“. Nach dem Zweiten Weltkrieg wurde die Basis 1948 in Weaver Air Force Base (nach Brigadier General Walter R. Weaver) umbenannt.
Bereits am 13. Juni 1953 wurde die Basis nach Brigadier General Richard E. Ellsworth, dem Kommandanten des 28th Strategic Reconnaissance Wing, in Ellsworth umbenannt. Ellsworth wurde am 18. März 1953 zusammen mit dem Piloten Major Frank C. Wright getötet, als er in einer RB-36H in Random Island in Neufundland abstürzte. Die RB-36H kam nach einem viertägigen Manöver in einem Pulk mit 11 weiteren RB-36 vom Lajes Field auf den Azoren. Die Umbenennung nahm der damalige Präsident, Dwight D. Eisenhower, persönlich vor.
Zunächst mit Convair B-36 ausgestattet, erhielt die Basis im Mai und Juni 1957 ihre ersten Boeing B-52 Stratofortress, die das Bild der Basis für ca. drei Jahrzehnte prägen sollten.
Im Oktober wurden erstmals Interkontinentalraketen auf der Basis stationiert, zunächst vom Typ Titan I und später etwa 150 Raketen des Typs Minuteman I. Am 5. Dezember 1964 wurde auf der Abschusseinrichtung L-02 nahe der Ellsworth Air Force Base eine Minuteman-I-Interkontinentalrakete in den taktischen Alarmzustand versetzt. Zwei Air-Force-Mitarbeiter waren zur Abschusseinrichtung abkommandiert worden, um das Sicherheitssystem des Raketensilos zu reparieren. Mitten in der Überprüfung zündete eine Bremsrakete unter dem Gefechtskopf, wodurch dieser etwa 23 m tief auf den Boden des Raketensilos fiel. Beim Aufschlag rissen sich die Zünd- und Höhensteuersysteme los, sodass die Stromversorgung des Gefechtskopfs ausfiel. Der Gefechtskopf wurde durch den Aufschlag schwer beschädigt, jedoch arbeiteten alle Sicherheitsvorrichtungen wie vorgesehen, sodass es keine Explosion und keine Freisetzung radioaktiven Materials erfolgte.
1986 begann der Wechsel des 28th Bombardment Wing von der Boeing B-52 auf die Rockwell B-1B Lancer. Um das neue Flugzeug stationieren zu können, wurden auch größere Bauarbeiten an der Infrastruktur durchgeführt. Neben neuen Unterkünften wurde die Start- und Landebahn auf über 4.000 Meter verlängert. Die letzte B-52 verließ Ellsworth zu Beginn des Jahres 1986, bevor im Januar 1987 der erste von 35 B-1-Bombern in South Dakota landete.
1988 wurde mit der 12th Air Division ein Großverband auf der Basis aktiviert, der für das Training auf B-1B und denen zum 28th BMW gehörenden Boeing KC-135 Stratotanker-Crews verantwortlich war. Nach dem Mauerfall 1989 und dem damit einhergehenden des Endes des Kalten Krieges wurde auch die Struktur der Luftstreitkräfte der USA angepasst. Teilweise wurden die Verbände in Ellsworth umbenannt, zudem wurde angeordnet die Bereitschaft der B-1B stark herabzusetzen. Sie waren bis dahin in der Lage gewesen, 24 Stunden am Tag einen Großteil der Flugzeuge aufzumunitionieren und einzusetzen. Grundsätzlich wurden in den 1990er Jahren mehrfach Verbände und Einheiten vom Standort wegverlegt (ein Geschwader beispielsweise nach Nellis Air Force Base) und dafür andere später wiederum dort stationiert, als Folge mehrerer Unstrukturierungswellen, die Basis selbst stand aber bis 2005 nie auf einer Streichliste.
Ab 2001 nahm das 28th Wing an der Operation Enduring Freedom über Afghanistan teil und war dafür zeitweise auf Diego Garcia im Indischen Ozean stationiert. 2011 wurden Flugzeuge aus Ellsworth bei der Operation Odyssey Dawn über Libyen eingesetzt. Neben den strategischen Bombern des Typs B-1B sind seit 2012 auch Drohnen des Typs General Atomics MQ-9 hier stationiert.
Auf dem Stützpunkt befindet sich heute das South Dakota Air and Space Museum.

### Geplante Schließung im Rahmen des BRAC-Programmes
2005 wurde im Rahmen des Base Realignment and Closure-Programm (BRAC) zunächst empfohlen, die Basis zu schließen, die Entscheidung darüber sollte US-Präsident George W. Bush am 23. September 2005 treffen. Einer der beiden Senatoren von South Dakota, John Thune, versuchte die Basis zu retten; er kündigte gar an, als Protest gegen die drohende Schließung gegen die Nominierung John Boltons als Botschafter bei den Vereinten Nationen zu stimmen. Die in Ellsworth stationierten B-1B hätten auf die Dyess Air Force Base in Abilene, Texas, dem zweiten verbliebenen Standort mit dem Flugzeugtypen, verlegt werden sollen. Die Basis wurde schließlich am 23. August 2005 von der Liste der zu schließenden Einrichtungen gestrichen, nachdem sich die BRAC-Kommission mit 8:1 Stimmen entschied, sie beizubehalten.

### Zukunft
Ab Mitte der 2020er Jahre soll sie erste Einsatzbasis der Northrop Grumman B-21 werden, wenn diese die B-1B Lancer ersetzt, außerdem soll die Ausbildung auf dem neuen Flugzeugtyp auf der Basis stattfinden. Nach Medienberichten sollen 17 B-1B im Jahr 2025 für 10 Monate von Ellsworth auf die Grand Forks Air Force Base in North Dakota (ca. 600 km nordöstlich gelegen) verlegt werden, um den Flugbetrieb in Ellsworth so weit zu reduzieren, dass weitere Arbeiten für die Aufnahme und Stationierung der B-21 stattfinden können.

## 28th Bomb Wing

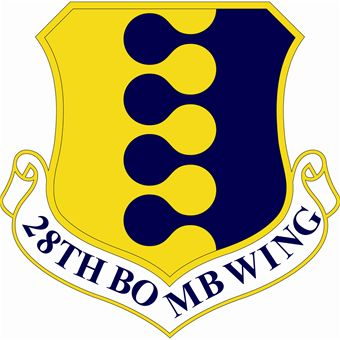
Wappen des 28th Bomb Wing

Das 28th Bomb Wing ist die sogenannte Host Unit auf dem Stützpunkt. Sie stellt den Betrieb sicher und verantwortet gleichzeitig auch den Betrieb der eigenen Flugzeuge. Der Verband trug je nach Auftrag seit seiner Aufstellung 1947/1948 verschiedene Namen, unter anderem 28th Bombardment Wing, 28th Strategic Reconnaissance Wing, 28th Wing und seit 1992 den heutigen Namen, 28th Bomb Wing. Bereits seit über 60 Jahren in Ellsworth stationiert, ist es der Verband mit der längsten Zeit an einem einzelnen Standort in den Luftstreitkräften der USA. Das 28th Bomb Wing hat derzeit folgende Unterstruktur:
- 28th Operations Group
- 28th Mission Support Group
- 28th Maintenance Group
- 28th Medical Group

## Trivia
2004 landete auf der Ellsworth Base erstmals ein kommerzieller Flug, allerdings hatten die Piloten des Northwest-Airlines-Fluges die Basis mit dem Flughafen von Rapid City verwechselt. Eine Verwechslung, die am 7. Juli 2016 auch der Crew eines Linienflugs der Delta Air Lines unterlief.
Während der Betriebszeit des Space Shuttle war die Ellsworth Air Force Base ein möglicher Notlandeplatz im Falle einer außerplanmäßigen Landung.

## Zwischenfälle
- Am 4. Januar 2024 verunfallte eine Rockwell B-1B des 28th Bomb Wing im Anflug auf die Ellsworth Air Force Base. Alle vier Besatzungsmitglieder konnten sich mit dem Schleudersitz retten, das Flugzeug wurde zerstört. Zum Zeitpunkt des Unfalls herrschte dichter Nebel. Aufgrund der Unfalluntersuchung war der Flugplatz mehrere Wochen gesperrt und ein Teil der Flotte wurde zur Dyess Air Force Base ausgeflogen.[11] Der im Juli 2024 veröffentlichte Bericht des Air Force Judge Advocate General nennt als Ursachen unter anderem handwerkliche Fehler der Piloten beim Anflug (die Sichtweite war für den Anflug nicht ausreichend, das Flugzeug war im Anflug zu langsam) als auch ein teilweise völliges Versagen der Führungskultur des Verbandes (fehlende Dienstaufsicht der Vorgesetzten, Verantwortung wurde delegiert und nicht ausgeübt).[12] Der Kommandeur der 28th Operations Group, Colonel Mark Kimball, wurde daraufhin von seinen Aufgaben entbunden.[13]